# مات هابارد
مات هابارد (بالإنجليزية: Matt Hubbard)‏ هو موسيقي أمريكي، ولد في 22 ديسمبر 1970.

## وصلات خارجية
- الموقع الرسمي